# Brandenburg (avion)
Brandenburg a fost un avion biplan de recunoaștere și observare fabricat la Arsenalul aeronautic din București în anii 1922 și 1923.
Modelul a fost fabricat în serie din anul 1922.  Până la data de 8 mai 1922 au fost fabricate 10 bucăți, iar până la sfârșitul anului 1922 au fost fabricate 72 avioane, toate fiind livrate aviației militare. În total au fost construite 120 avioane.
Primele zece exemplare aveau scris pe fuzelaj „Construit în România”.

## Caracteristici
Avionul Brandenburg a fost un biplan cu două locuri.  Era echipat cu un motor Austro-Daimler de 160 cp.